# إدارة زاخو
إدارة زاخو (بالكردية: ئیدارەی زاخۆ)‏ أو كما تسمى رسميا إدارة زاخو المستقلة هي منطقة إدارية ضمن إقليم كردستان العراق، وتضم قضاء زاخو وعدد سكان زاخو أكثر من 300 ألف نسمة، وقد استحدثت الإدارة في أيلول 2021.